# Deniz Göktürk
Deniz Göktürk (* 1963 in Istanbul) ist eine deutsche Germanistin, Essayistin und literarische Übersetzerin deutscher und türkischer Herkunft.

## Leben
Göktürk ist die Tochter von Aksit Göktürk, eines türkischen Professors für englische Literatur, und Pia Angela Göktürk (geb. Lorenzi), einer deutschen Soziologin und Sprachwissenschaftlerin, deren Eltern aus Wien (Mutter) und Südtirol (Vater) stammten.
Sie machte ihr Abitur 1980 an der Deutschen Schule Istanbul.
Sie studierte in Konstanz, Norwich und Berlin, wo sie 1995 in Deutscher Literatur promovierte. Noch im selben Jahr verließ sie Deutschland („the government has been slow to accept foreigners as Germans“), um an der Universität von Southampton in England die Lehrtätigkeit aufzunehmen. Bereits ab Anfang der 1990er hatte sie zahlreiche wissenschaftliche Beiträge, Essays und Bücher zur Kulturgeschichte in Deutschland veröffentlicht; besonders die Themen Migration und Filmgeschichte interessierten sie hierbei.
Göktürk schrieb auch den Abschnitt über „Migration und Kino“ im von Carmine Gino Chiellino herausgegebenen Standardwerk zum Thema Interkulturelle Literatur in Deutschland. Ein Handbuch (2000).
Als literarische Übersetzerin aus dem Türkischen übertrug sie zudem u. a. Werke Aras Örens, einem bekannten deutschen Schriftsteller, der in seiner türkischen Muttersprache arbeitet, auch nach ihrem Gang nach Southampton für die Erstveröffentlichungen ins Deutsche, z. B. Berlin Savignyplatz (1995) oder Das Geheimnis des Uhrturms (1996).
Auch zeichnete sie zusammen mit Zafer Şenocak als Mitherausgeberin für eine deutschsprachige Anthologie mit türkischen Erzählungen Jedem Wort gehört ein Himmel : Türkei literarisch (1991) verantwortlich.
Ab 2000 veröffentlicht Göktürk dann vermehrt in englischer Sprache. 2002 gab sie mit The German Cinema Book ein umfangreiches Standardwerk zum deutschen Kino in England mit heraus.
Inzwischen auch Universitätsprofessorin des Deutschen an der University of California in Berkeley bietet sie Kurse zu Themen wie „Transnational Cinemas“, „Comedy & Community“, „World Cinema/Global Cities“, „Nation & Representation“ an.

## Veröffentlichungen

### Bücher
- Jedem Wort gehört ein Himmel. Türkei literarisch. Babel-Verlag, Berlin 1991, ISBN 3-928551-00-0.
- Künstler, Cowboys, Ingenieure ... Kultur- und mediengeschichtliche Studien zu deutschen Amerika-Texten 1912–1920. Wilhelm Fink Verlag, München 1998, ISBN 3-7705-3235-X (Zugleich: Berlin, Freie Universität, Dissertation, 1995).
- als Herausgeberin mit Tim Bergfelder und Erica Carter: The German Cinema Book. British Film Institute, London 2002, ISBN 0-85170-945-1.

### Literarische Übersetzungen
- Aras Ören: Berlin Savignyplatz (= Auf der Suche nach der Gegenwart. Bd. 5). Elefanten Press Verlag, Berlin 1995, ISBN 3-88520-565-3.
- Aras Ören: Das Geheimnis des Uhrturms (= Berliner Handpresse. Druck 95, ZDB-ID 1217608-4). 10 achtfarbige Original-Linolschnitte von Ingrid Jörg. Berliner Handpresse, Berlin 1996.
- Aras Ören: Auf der Suche nach der gegenwärtigen Zeit. 6: Unerwarteter Besuch. Elefanten Press Verlag, Berlin 1997, ISBN 3-88520-595-5.
- Aras Ören: Auf der Suche nach der gegenwärtigen Zeit. 4: Sehnsucht nach Hollywood. Elefanten Press Verlag, Berlin 1999, ISBN 3-88520-751-6.
- Bilge Karasu: Der Garten entschwundener Katzen. Erzählzyklus.  Literaturca-Verlag, Frankfurt am Main 2002, ISBN 3-935535-05-8.

### Artikel, Beiträge, Essays (Auswahl)
- Neckar-Western statt Donau-Walzer: Der Geschmack von Freiheit und Abenteuer im frühen Kino. In: KINtop. Jahrbuch zur Erforschung des frühen Films. Bd. 2, 1993, ISSN 1024-1906, S. 117–142.
- Schwarzes Buch in Weißer Festung: Entschwindende Erzähler auf postmodernen Pfaden in der türkischen Literatur. In: Helmut Scheuer (Hrsg.): Literatur fremder Kulturen. Türkei (= Der Deutschunterricht. Jg. 45, H. 5). Friedrich, Velber 1993, ISBN 3-617-20053-2, S. 32–45.
- How Modern Is It? Moving Images of America in Early German Cinema. In: David W. Ellwood, Rob Kroes (Hrsg.): Hollywood in Europe. Experiences of a cultural hegemony (= European Contributions to American Studies. Bd. 28). VU University Press, Amsterdam 1994, ISBN 90-5383-303-X, S. 44–67.
- Atlantis oder Vom Sinken der Kultur: Nobilitierung des fruhen Kinos im Autorenfilm? In: Manfred Behn (Red.): Schwarzer Traum und weisse Sklavin. Deutsch-dänische Filmbeziehungen 1910–1930. Edition Text und Kritik, München 1994, ISBN 3-88377-483-9, S. 73–86.
- Muttikültürelle Zungenbrecher: Literatürken aus Deutschlands Nischen. In: Sirene. Zeitschrift für Literatur. Jg. 7, Nr. 12/13, 1994, S. 77–92.
- Metamorphosen des Eigenen in der Begegnung mit dem Fremden: Der Garten entschwundener Katzen von Bilge Karasu. In: Sirene. Zeitschrift für Literatur. Jg. 7, Nr. 12/13, 1994, S. 159–168.
- Wahrnehmung, Vorstellung und Darstellung des Fremden in der Literatur. In: Diyalog. Jg. 3, 1994, ZDB-ID 1382706-6, S. 41–47.
- Meat & Movies: On Market Globalization and Import Regulation in Imperial Germany. In: Karel Dibbets, Bert Hogenkamp (Hrsg.): Film and the First World War. Amsterdam University Press, Amsterdam 1995, ISBN 90-5356-064-5, S. 188–197.
- Moving Images of America in Early German Cinema. In: Thomas Elsaesser, Michael Wedel (Hrsg.): A Second Life. German Cinema's First Decades. Amsterdam University Press, Amsterdam 1996, ISBN 90-5356-172-2, S. 93–100.
- Verstöße gegen das Reinheitsgebot: Migrantenkino zwischen wehleidiger Pflichtübung und wechselseitigem Grenzverkehr. In: Ruth Mayer, Mark Terkessidis (Hrsg.): Globalkolorit. Multikulturalismus und Populärkultur. Hannibal, St. Andrä-Wördern 1998, ISBN 3-85445-152-0, S. 99–114.
- Kennzeichen: weiblich, türkisch, deutsch, Beruf: Sozialarbeiterin, Schriftstellerin, Schauspielerin. In: Hiltrud Gnüg, Renate Möhrmann (Hrsg.): Frauen – Literatur – Geschichte. Schreibende Frauen vom Mittelalter bis zur Gegenwart. 2., vollständig neu bearbeitete und erweiterte Auflage. J. B. Metzler, Stuttgart u. a. 1999, ISBN 3-476-01543-2, S. 516–532.
- Turkish Women on German Streets. Closure and Exposure in Transnational Cinema. In: Myrto Konstantarakos (Hrsg.): Space in European Cinema. Intellect, Exeter u. a. 2000, ISBN 0-585-26873-8, S. 64–76.
- Migration und Kino – Subnationale Mitleidskultur oder transnationale Rollenspiele? In: Carmine Chiellino (Hrsg.): Interkulturelle Literatur in Deutschland. Ein Handbuch. J. B. Metzler, Stuttgart u. a. 2000, ISBN 3-476-01618-8, S. 329–347.
- Turkish delight – German fright: Migrant identities in transnational cinemas. In: Karen Ross, Deniz Derman, Nevena Dakovic (Hrsg.): Mediated Identities (= Media and Culture. Bd. 1). Istanbul Bilgi University Press, Istanbul 2001, ISBN 975-6857-15-3, S. 131–149.
- mit Nezih Erdogan: Turkish Cinema. In: Oliver Leaman (Hrsg.): Companion Encyclopedia of Middle Eastern and North African Film. Routledge, London u. a. 2001, ISBN 0-415-18703-6, S. 533–573.
- Strangers in Disguise: Role Play beyond. Identity Politics in Anarchic Film Comedy. In: Ulla Haselstein, Berndt Ostendorf, Peter Schneck (Hrsg.): Iconographies of Power. The Politics and Poetics of visual Representation (= American Studies. Bd. 108). Winter, Heidelberg 2003, ISBN 3-8253-1533-9, S. 187–212.